# Вечный пфенниг

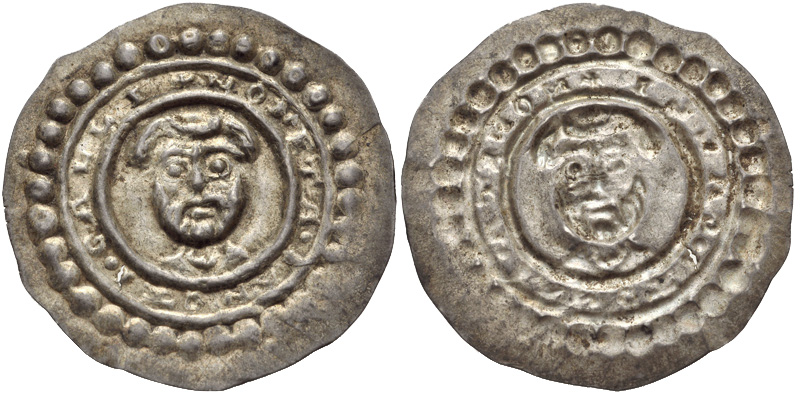
Вечный пфенниг Санкт-Галлена второй половины XII столетия

Вечный пфенниг (нем. Ewiger pfennig, лат. denarius perpetuus) — средневековые пфенниги, не подлежавшие реновации.

## Реновация монет
Реновация монет представляла собой обмен старых (в том числе стёршихся или обрезанных) монет на новые. Первоначально реновация монет рассматривалась как единовременное упорядочение денежного обращения путём изъятия старых изношенных и обрезанных монет и замены их на новые, полноценные. Впоследствии эта процедура начала использоваться для извлечения дополнительного дохода в рамках эксплуатации монетной регалии путём выпуска в обращение новых неполноценных монет, содержание драгоценного металла в которых было ниже, чем в старых (см. «Порча монет»). В средневековой Германии реновация монет рассматривалась в качестве разновидности налога. Обмен проводился несколько раз в год, ежегодно или один раз в несколько лет. Соотношение обмениваемых монет, как правило, составляло 12 старых пфеннигов за 9 новых.
Именно в это время появляются монеты, получившие название «брактеаты». Они изготавливались на тонких, но более широких заготовках, дававших резчикам штемпелей более широкие возможности по оформлению. Однако сами монеты при этом были непригодны для длительного обращения и объективно нуждались в частой замене. Очевидно, что покупательная способность ранее выпущенных монет с приближением очередной реновации неуклонно падала (в том числе в результате официальной девальвации), что дестабилизировало денежную систему. В связи с этим торговые города, заинтересованные в стабильности денежного обращения, стремились минимизировать последствия регулярных реноваций).

## Появление вечного пфеннига
Бюргеры экономически развитых городов, пользуясь нехваткой денежных средств у владельцев монетной регалии, покупали у них право чеканки монет, не подлежащих реновации. Эти денежные единицы получили название «вечных пфеннигов».
Примеры выпуска вечных пфеннигов:
- 1179: бюргеры Кёльна заплатили 1000 марок серебра архиепископу Филиппу I.
- 1272: Штаде приобрёл право на выпуск собственных пфеннигов
- 1291: в Эрфурте начали чеканить собственные деньги
- 1293: Гамбург взял в аренду монетный двор у графов Шауэнбург-Гольштейн. В 1325 году город приобрёл право на выпуск денег
- 1369: ряд городов, в том числе Берлин, Кёльн-на-Шпрее, Бранденбург и Штендаль заплатили маркграфам Бранденбурга за право чеканки вечных пфеннигов[5]. Берлинский вечный пфенниг 1369 года является самой старой из сохранившихся монет города. Именно он изображён на памятной монете ГДР номиналом в 10 марок выпущенной в честь 700-летия начала чеканки монет в Берлине[9].

Появление вечных пфеннигов не стабилизировало денежную систему средневековых стран, так как эта мера не смогла предотвратить ухудшения денег, чеканки низкопробных монет, вытеснения из оборота лучших денег худшими (закон Грешема).